# Catherine G. Coleman
Catherine Grace Coleman, född 14 december 1960 i Charleston, South Carolina, är en amerikansk astronaut uttagen i astronautgrupp 14 den 5 december 1992.

## Rymdfärder
- STS-73
- STS-93
- Sojuz TMA-20
- Expedition 26
- Expedition 27